# Сото-ен-Камерос
Сото-ен-Камерос (ісп. Soto en Cameros) — муніципалітет в Іспанії, у складі автономної спільноти Ла-Ріоха. Населення — 152 осіб (2009).
Муніципалітет розташований на відстані близько 230 км на північний схід від Мадрида, 20 км на південь від Логроньйо.

## Демографія
Динаміка населення (INE ):

## Галерея зображень

Розташування муніципалітету
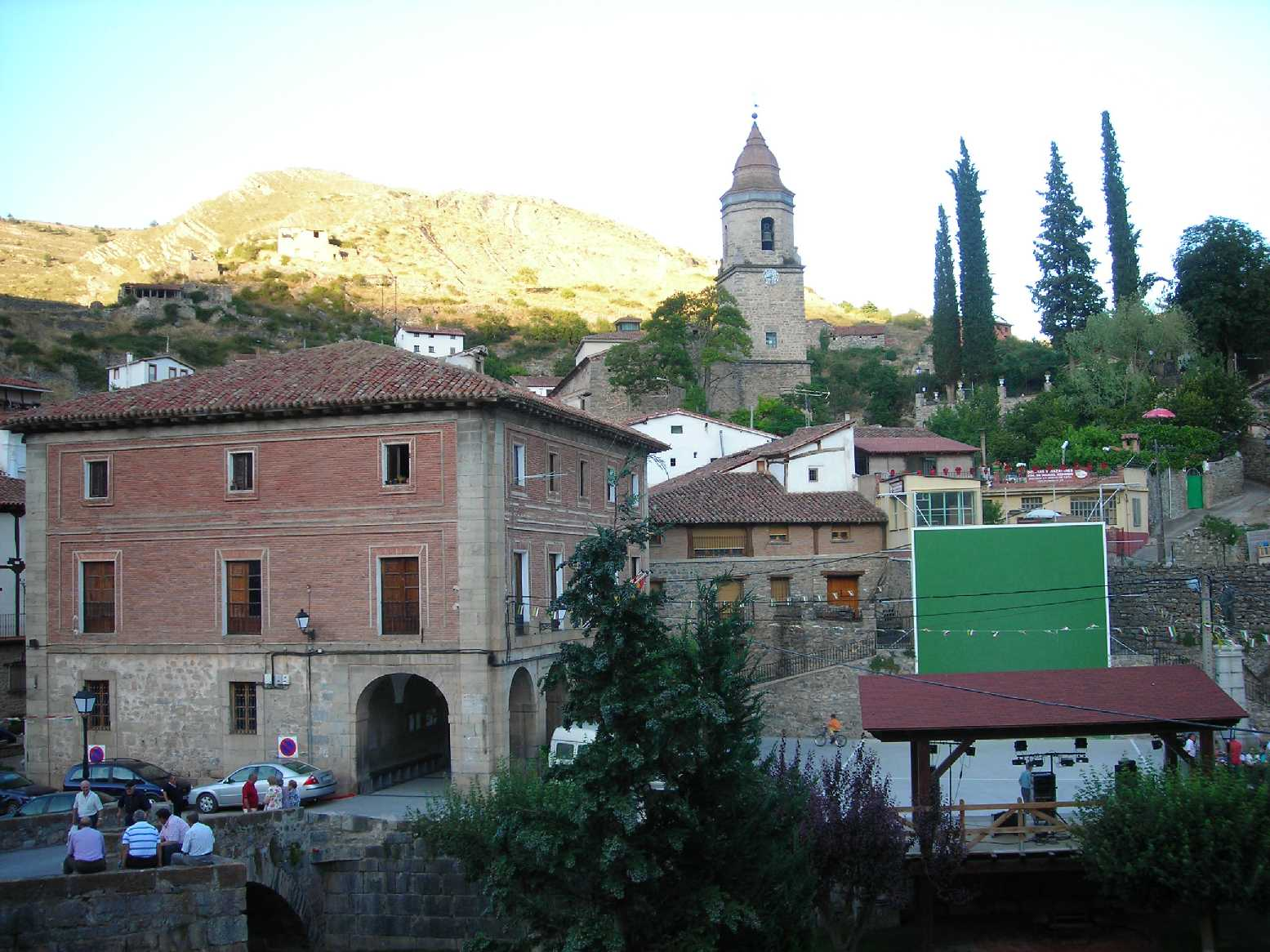
Площа, муніципальна рада і церква Сан-Естебан